# Bad painting
El Bad Painting es un movimiento dentro de la pintura figurativa nacido en los años 70. El término bad painting ('pintura mala')  fue acuñado por la crítica y comisaria estadounidense  Marcia Tucker (1940–2006) para una exposición celebrada en New Museum en Nueva York en 1978. El museo fue creado en 1977 por Marcia Tucker.
En la exposición participaron 14 artistas jóvenes, la mayoría de ellos prácticamente desconocidos en aquel momento:: James Albertson (1944–2015), Joan Brown (1938–1990), Eduardo Carrillo (1937–1997), James Chatelain (nacido en 1947), Cply (alias William Copley) (1919–1996), Charles Garabedian (1923–2016), Cham Hendon (1936–2014), Joseph Hilton (nacido en 1946), Neil Jenney (n. 1945), Judith Linhares (n.1940), P. Walter Siler (n. 1939), Earl Staley (n.  1938), Shari Urquhart (n. 1938), and William Wegman (n. 1943).
En la nota de prensa emitida por New Museum la comisaria describe "‘Bad’ Painting”  como un término irónico para denominar un movimiento caracterizado por la deformación de la figura, una mezcla de referencias a historia del arte y fuentes no artísticas, a menudo de contenido fantástico. Rechaza la representación fiel a la realidad y de las actitudes convencionales hacia el arte. Se trata de una pintura que es humorística y conmovedora al mismo tiempo, a veces escandalosa, operando en los límites del buen gusto.